# Тепле морозиво
Тепле морозиво (пол. Ciepłe lody) — різновид калорійного та дешевого десерту, суфле, збите з сиропом яєчного білка, яке подають у вафельному стаканчику, що нагадує морозиво, звідки й назва; походить з Польщі. 
Зверху зазвичай полито шоколадною глазур'ю та посипане горіхами, а одна порція теплого морозива містить близько 200—250 ккал.
На думку журналістів тижневика «Wprost», тепле морозиво — винахід місцевих технологів харчової промисловості, що бере свій початок з часів Польської Народної Республіки, так само, як Polo Cockta  або шоколадный продукт. На думку Войцеха Орлинського, тепле морозиво було одним із улюблених ласощів Станіслава Лема. Морозиво стало популярним останнім часом у зв'язку з ностальгією за ПНР, що спостерігається у частини польського населення.
Теплим морозивом називають ще й інші подібні солодощі, наприклад Schokoküsse з Німеччини, Flødeboller з Данії, крембо з Ізраїлю (суфле із збитих білків, поміщене на вафлі або бісквіти та вкрите шоколадом). Schokoküsse мають більш м'яку, пишну консистенцію, що менш тягнеться. Тепле морозиво випускається також у Білорусі та Україні.